# Sybistroma lenkoranicum
Sybistroma lenkoranicum är en tvåvingeart som beskrevs av Negrobov 1979. Sybistroma lenkoranicum ingår i släktet Sybistroma och familjen styltflugor. Inga underarter finns listade i Catalogue of Life.